# 亞醜者姤方尊
亞醜者姤方尊，商朝晚期亞醜氏族所鑄青銅酒器，高45.7 公分，腹深 33.2 公分，口徑 33.7 公分，底徑 22.5 公分，重 22.6 公斤。鑄有亞醜氏族徽與紀事銘文。器身可見包括饕餮紋、夔紋與雲雷紋等商代常見紋飾、肩部共有八枚立體獸首飾雕。此器現藏於臺北國立故宮博物院，屬重要古物。

## 紋飾
亞醜者姤方尊的表面上佈滿了許多常見於商代銅器的紋飾，包括饕餮紋、夔紋與雲雷紋等。在其腹部與足部兩節、四周、總共八個面上，分別鑄有一張獸面（即饕餮紋），四個面上的扉稜也都通過獸面的鼻梁處，巧妙地增加了立體感並強調對稱性。
腹部的饕餮紋有較大的面積，因此包含了一般饕餮紋常見的各個部位：鼻、眼、眉、耳、角、口與尖齒、長著利爪的前足和帶著蜷尾的身體。各個模件上還另有時而轉折、時而分叉、時而蜷曲的溝紋。方尊足部的獸面則省去最外側通常被視為身體的模件。
若與其他商代青銅器比較，此件饕餮紋屬於各模件分散的類型，身體部位皆相互有所間隔、分布在以緊密的雲雷紋為底的塊面上。這樣豐富、自由的組合與變化正構成了商代青銅器饕餮紋完整的裝飾體系。

## 立體獸首飾件
在方尊肩部、四個面的中間位置，皆裝飾著一隻長有掌狀犄角、形狀似鹿的獸首；在四方尊肩部的四角則裝飾有高耳、捲鼻的大象獸首。這八個立雕做工非常精細，從輪廓、立體形狀到溝紋的裝飾都非常講究。在大象獸首立雕的象耳上，還能見到簡化、蜷曲的夔龍紋樣。

## 銘文
方尊的口處內壁，鑄有「亞醜」氏族之族徽，以及「者姤以大子彝」紀事銘文。
按銘文此器的作器者為「者姤」。在商代，「姤」是族氏領袖「子」的配偶，因現世存有大量鑄有「者姤」銘文之器物，其身分被推測應為一地位崇高的婦女，且此器之銘文應為紀念祭祀之意。

## 收藏史
此件〈亞醜者姤方尊〉為傳世器，收藏史豐富。原藏於清宮，於清代晚期曾經過數位名家收藏，後又再次會回到清宮。此器亦被收錄於《西清古鑑》的卷8頁35〈周諸姫尊〉，清乾隆皇帝《御製詩》五集卷24有〈題和闐玉周諸姫尊〉一詩，顯示乾隆51年（1786）曾命人仿此器製作玉器。此器最終歸入國立故宮博物院之典藏，並在民國108年2月被指定為國家重要古物 。